# Yearling

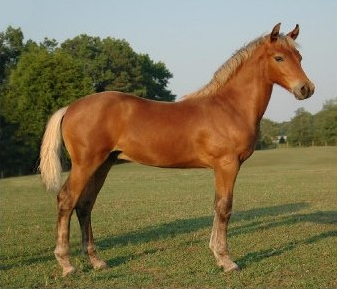
Uno yearling

Yearling è un anglicismo che designa un cavallo purosangue inglese di età intorno a un anno, in genere compresa tra 1 e 2 anni. 
Per estensione, il termine yearling può designare i puledri di qualsiasi razza, di età compresa tra il 1º gennaio dopo la nascita fino al 1º gennaio dell'anno seguente.
Il termine corrisponde grosso modo all'italiano (di area mediana) vannino che indica il puledro nel primo anno di età.
Le più celebri località dove si effettuano aste di yearlings sono: Newmarket in Inghilterra, Keenland negli USA e Deauville in Francia.

## I dieciyearlingspiù cari della storia
| N. | Cavallo         | Anno | Padre           | Madre            | Allevatore              | Prezzo in dollari | Acquirente                                         |
| 1  | Seattle Dancer  | 1985 | Nijinsky        | My Charmer       | Jones / Farish / Kilroy | 13100000 $        | Niarchos / Magnier / Sangster / O'Brien / Schwartz |
| 2  | Meydan City     | 2006 | Kingmambo       | Crown of Crimson | Jayeff B Stable         | 11700000 $        | Cheikh Mohammed Al Maktoum                         |
| 3  | Snaafi Dancer   | 1983 | Northern Dancer | My Bupers        | Donald T. Johnson       | 10200000 $        | Aston Upthorpe Stud                                |
| 4  | Jalil           | 2005 | Storm Cat       | Tranquility Lake | Martin J. Wygod         | 9700000 $         | Scuderie Godolphin                                 |
| 5  | Plavius         | 2006 | Danzig          | Sharp Minister   | Monticule Farms         | 9200000 $         | Scuderie Godolphin                                 |
| 6  | N.              | 2013 | Galileo         | Alluring Park    | Lodge Park Stud         | 8400000 $         | Al Shaqab Racing                                   |
| 7  | Imperial Falcon | 1984 | Northern Dancer | Ballade          | E. P. Taylor            | 8250000 $         | Robert Sangster                                    |
| 8  | Mr. Sekiguchi   | 2004 | Storm Cat       | Welcome Surprise | W.Farish / W.Kilroy     | 8000 $            | Fusao Sekiguchi                                    |
| 9  | Jareer          | 1984 | Northern Dancer | Fabuleux Jane    | Ralph C. Wilson, Jr.    | 7100000 $         | Darley Stud                                        |
| 10 | Laa Etaab       | 1985 | Nijinsky        | Crimson Saint    | Tom Gentry              | 7000 $            | Gainsborough Stud                                  |